# Human Behaviour
"Human Behaviour" är en låt skriven av den isländska sångerskan Björk med Nellee Hooper, framförd av Björk och utgiven som hennes debutsolosingel den 7 juni 1993. Singeln har därefter lanserats i en mängd olika format och låtlistor. Låten är ledande singel på albumet Debut, och utkom drygt en månad innan albumet. Den blev en mindre hit vid utgivningen, och har uppnått plats 36 på brittiska singellistan samt plats 29 på svenska singellistan.
"Human Behaviour" visar upp ursprunget till den elektroniska musikstil Björk senare har kommit att bli känd för, vars text reflekterar de mänskliga beteendena och känslorna sett ur djurens synvinkel. Musiken i låten kombinerar genrerna alternativ dance och electronica, och Hoopers produktion bygger delvis på samplingar från Antonio Carlos Jobim-låten "Go Down Dying".

## Musikvideo
Låtens musikvideo regisserades av den franske regissören Michel Gondry och är en svag tolkning av den populära sagan Guldlock och de tre björnarna, med visuella effekter inspirerade av filmen Hedgehog in the Fog. Olikt boken jagas Björk istället av en björn i en skog. Hon flyger även till månen där hon sätter ut en Sovjet-flagga. Det slutar med att hon blir uppäten av björnen och blir fast i dess mage.
Videon fick sex nomineringar vid MTV Video Music Awards 1994, dessa var "Best Female Video", "Best New Artist in a Video", "Breakthrough Video", "Best Special Effects", "Best Art Direction" och "Best Direction" (för Gondrys arbete).

## Låtlistor och format
Brittisk CD

(112 TP 7 CD; Juni 1993)
1. "Human Behaviour" (Original) - 4:12
2. "Human Behaviour" ("Close to Human Mix") - 6:22
3. "Human Behaviour" (Underworld Mix) - 12:03
4. "Human Behaviour" (Don T. Mix) - 6:58
5. "Human Behaviour" (Bassheads Edit) - 6:33

Brittisk CD

(SUNW010; Utgiven 2002)
1. "Human Behaviour" - 4:15
2. "Human Behaviour" (Underworld Mix) - 12:10
3. "Human Behaviour" (Video)
4. "Human Behaviour" (MTV Unplugged) (Video)
5. "Human Behaviour" (The Royal Opera House) (Video)

Brittisk 12"-vinyl

(112TP 12; Utgiven 1993)
Sida A
1. "Human Behaviour" (Underworld Mix) - 12:00

Sida B
1. "Human Behaviour" ("Close to Human Mix") - 6:22
2. "Human Behaviour" (Dom T. Mix) - 6:58

Brittisk 12"-vinyl Promo

(112TP 12DJ; Utgiven 1993)
Sida A
1. "Human Behaviour" (The Underworld Remix) - 12:05

Sida B
1. "Human Behaviour" (The Underworld Dub) - 10:42

Brittisk 12"-vinyl Promo

(112TP 12P; Utgiven 1993)
Sida A
1. "Human Behaviour" (Speedy J Close To Human Mix)

Sida B
1. "Human Behaviour" (Dom. T Mix)
2. "Human Behaviour" (Bassheads Edit)

Brittisk 10"-vinyl Promo

(BJ DJ 104; Released: 1993; Limited Edition)
Sida A
1. "Human Behaviour" (The Underworld Dub 1) - 10:42

Sida B
1. "Human Behaviour" (The Underworld Dub 2) - 7:34

Europeisk CD

(859575-2; Utgiven 1993)
1. "Human Behaviour" (Original) - 4:12
2. "Human Behaviour" ("Close to Human Mix") - 6:22
3. "Human Behaviour" (Dom T. Mix) - 6:58
4. "Human Behaviour" (Bassheads Edit) - 6:33

Fransk CD Promo

(1901; Utgiven 1993)
1. "Human Behaviour" - 4:12
2. "Human Behaviour" (Le French Touch) - 7:49

Fransk 12"-vinyl Promo

(2465; Utgiven 1994)
Sida A
1. "Human Behaviour" (The Underworld Mix) - 12:31

Sida B
1. "Human Behaviour" (Le French Touch) - 7:47

Fransk 12"-vinyl Promo

(2348; Utgiven 1994)
Sida A
1. "Human Behaviour" (Underground Behaviour) - 5:58
2. "Human Behaviour" (Le French Touch) - 5:47

Sida B
1. "Human Behaviour" (Deep Behaviour) - 8:02
2. "Human Behaviour" (Underground Behaviour Dub) - 7:16

Amerikansk CD Promo

(PRCD 8784-2; Utgiven 1993)
1. "Human Behaviour" (Original Version) - 4:14
2. "Human Behaviour" (The Underworld Remix) - 12:05

Amerikansk 12"-vinyl

(0-66299; Utgiven 1993)
Sida A
1. "Human Behaviour" (Original Version) - 4:14
2. "Human Behaviour" (The Underworld Remix) - 12:05

Sida B
1. "Human Behaviour" (Speedy J Close To Human Mix) - 6:22
2. "Human Behaviour" (The Underwater Dub) - 10:42

Amerikansk 12"-vinyl Promo

(ED 5652; Utgiven 1993)
Side A
1. "Human Behaviour" (Speedy J Close To Human Mix) - 6:22
2. "Human Behaviour" (The Underworld Mix) - 12:05

Side B
1. "Human Behaviour" (Dom T. Mix) - 6:58
2. "Human Behaviour" (The Underworld Dub) - 10:42

Japansk CD

(POCP-1361; Utgiven 26 september 1993)
1. "Human Behaviour" (Original) - 4:14
2. "Human Behaviour" ("Close to Human Mix") - 6:24
3. "Human Behaviour" (Underworld Mix) - 12:06
4. "Human Behaviour" (Dom T. Mix) - 7:01
5. "Human Behaviour" (Bassheads Edit) - 6:38
6. "Human Behaviour" (The Underworld Dub) - 10:45